# Бодсвик, Эйстейн
Э́йстейн Бо́дсвик (норв. Øystein Baadsvik; род. 14 августа 1966, Тронхейм) ― норвежский тубист-виртуоз, композитор и дирижёр, единственный в мире исполнитель на тубе, занимающийся исключительно сольной и камерной концертной деятельностью, не играя постоянно в оркестрах и не занимаясь преподаванием.

## Биография
Эйстейн Бодсвик начал заниматься на тубе в пятнадцатилетнем возрасте. В восемнадцать лет он выиграл норвежский национальный конкурс музыкантов-исполнителей. Он занимался на тубе у многих выдающихся исполнителей, включая Арнольда Джейкобса, Роджера Бобо и Джона Флетчера. В 1991 году Бодсвик стал лауреатом Международного конкурса исполнителей в Женеве.
В настоящее время Бодсвик занимается сольной и камерной концертной деятельностью, лишь время от времени выступая в составе различных оркестров в качестве приглашённого солиста. Он является первым исполнителем около сорока произведений композиторов из США, России, Норвегии, Швеции и Швейцарии. Кроме того Эйстен Бодсвик сам пишет музыку и дирижирует собственными сочинениями для оркестра.

## Дискография
- Tuba Works (1992)
Simax CD 1101
- Tuba Carnival (2003)
BIS-CD-1285
- Danzas — Music for Tuba & Piano (2006)
BIS-CD-1585
- Aho — Tuba Concerto & Contrabassoon Concerto (2007)
BIS-CD-1574
- Prelude, Fnugg, and Riffs (2007)
BIS-CD-1625
- 20th Century Tuba Concertos (2008)
BIS-CD-1515
- 21st Century Tuba Concertos (2009)
BIS-CD-1685
- Ferry Tales (2010)
BIS

## Награды
- Норвежский национальный конкурс музыкантов-исполнителей (1988)
- Лауреат Международного конкурса исполнителей в Женеве (1991)